# Egestria suturalis
Egestria suturalis es una especie de coleóptero de la familia Anthicidae.

## Distribución geográfica
Habita en (Australia).